# Le torri di cenere
Le torri di cenere è una raccolta di dieci racconti e novelle di fantasy e fantascienza del romanziere statunitense George R. R. Martin, pubblicata da Arnoldo Mondadori Editore nel 2007. Si tratta del primo tomo dell'edizione italiana della raccolta GRRM: A RRetrospective (Subterranean Press, 2003), che riunisce trentaquattro scritti brevi composti fra 1967 e 1998.

## Contenuti
Dei dieci testi raccolti in questo volume, tre (i primi due e il decimo) sono autoconclusivi, uno (il terzo) fa parte del dittico dell'Anello Stellare, e i rimanenti sei si svolgono nell'universo narrativo dei Mille Mondi.
- "L'eroe" ("The Hero") in Galaxy Magazine febbraio 1971.
- "L'uscita per Santa Breta" ("The Exit to San Breta") in Fantastic febbraio 1972.
- "Solitudini del secondo tipo" ("The Second Kind of Loneliness") in Analog Science Fiction/Science Fact dicembre 1972.
- "Al mattino cala la nebbia" ("With Morning Comes Mistfall") in Analog Science Fiction/Science Fact maggio 1973.
- Canzone per Lya (A Song for Lya), in Analog Science Fiction/Science Fact giugno 1974.
- "Questa torre di cenere" ("This Tower of Ashes") nell'antologia Analog Annual, a cura di Ben Bova, Pyramid Books, 1976.
- "...e ricordati sette volte di non uccidere mai l'uomo" ("And Seven Times Never Kill Man") in Analog Science Fiction/Science Fact luglio 1975.
- "La città di pietra" ("The Stone City") nell'antologia New Voices in Science Fiction: Stories by Campbell Award Nominees, a cura di George R. R. Martin, Macmillan Publishers, 1977.
- "Fioramari" ("Bitterblooms") in Cosmos Science Fiction and Fantasy Magazine novembre 1977.
- "Le solitarie canzoni di Laren Dorr" ("The Lonely Songs of Laren Dorr"), Fantastic maggio 1976.

## Edizioni
La prima edizione italiana è stata tradotta da Giusi Valent e Guido Lagomarsino e pubblicata da Arnoldo Mondadori Editore nella collana I Massimi della Fantascienza nel 2007; è stata ristampata in brossura tascabile in Oscar Mondadori n. 2138 nel 2011 (ISBN 978-88-04-60003-9).